# Euryproctus luteicornis
Euryproctus luteicornis är en stekelart som först beskrevs av Johann Ludwig Christian Gravenhorst 1829.  Euryproctus luteicornis ingår i släktet Euryproctus och familjen brokparasitsteklar. Arten är reproducerande i Sverige. Inga underarter finns listade i Catalogue of Life.